# Pavel Andrejevič Šuvalov
Grof Pavel Andrejevič Šuvalov (rusko Па́вел Андре́евич Шува́лов), ruski general, * 1776, † 1823.
Bil je eden izmed pomembnejših generalov, ki so se borili med Napoleonovo invazijo na Rusijo; posledično je bil njegov portret dodan v Vojaško galerijo Zimskega dvorca.

## Življenje
12. februarja 1786 je kot kornet vstopil v konjeniški polk; 3. januarja 1793 je bil povišan v podporočnika. Udeležil se je bojev s Poljaki v letih 1794, zakar je bil 18. avgusta 1798 povišan v polkovnika. 
Med 5. aprilom 1799 in 15. septembrom 1801 je bil upokojen. Sodeloval je v italijansko-švicarski kampanji leta 1799/80. Za zasluge je bil 15. septembra 1801 povišan v generalmajorja.
11. junija 1803 je postal poveljnik Gluhovskega kirasirskega polka, s katerim se je udeležil bojev proti Francozom v Prusiji. 7. julija 1808 je bil povišan v generaladjutanta ter dodeljen štabni službi. 
Med vojno s Švedi leta 1809 je poveljeval samostojnemu korpusu, za kar je bil 20. marca 1809 povišan v generalporočnika. Med decembrom 1809 in majem 1811 je bil na Dunaju, kjer je opravljal specialne diplomatske naloge. 
Leta 1812 je postal poveljnik 4. pehotnega korpusa, a je ob pričetku patriotske vojne zbolel in zapustil aktivno vojaško službo. V kampanjah leta 1813-14 je bil član štaba carja Aleksandra I. ter istočasno opravljal diplomatske naloge glede pogajanj s Francozi. 
Leta 1814 je kot predstavnik ruske vlade spremljal Napoleona v izgnanstvo na Elbo. Pozneje je opravljal različne diplomatske naloge.